# Maggie Castle
Maggie Castle (n. 7 august 1983, Montreal, Quebec, Canada) este o actriță canadiană. Maggie a jucat în filmul de la Disney Channel Original Movie, Starstruck, fiind Sara Olsen. Sara Olsen era sora personajului principal Jessica Olson (Danielle Campbell). Castle a mai jucat în serialul pentru copii, Arthur, care a fost difuzat pe canalul MiniMax. A fost vocea personajului Molly.
1. ↑  CONOR.SI[*] Verificați valoarea |titlelink= (ajutor)